# Mu'min
 (octobre 2021).
La mise en forme du texte ne suit pas les recommandations de Wikipédia : il faut le « wikifier ».
Les points d'amélioration suivants sont les cas les plus fréquents :
- Les titres sont pré-formatés par le logiciel. Ils ne sont ni en capitales, ni en gras.
- Le texte ne doit pas être écrit en capitales (les noms de famille non plus), ni en gras, ni en italique, ni en « petit »…
- Le gras n'est utilisé que pour surligner le titre de l'article dans l'introduction, une seule fois.
- L'italique est rarement utilisé : mots en langue étrangère, titres d'œuvres, noms de bateaux, etc.
- Les citations ne sont pas en italique mais en corps de texte normal. Elles sont entourées par des guillemets français : « et ».
- Les listes à puces sont à éviter, des paragraphes rédigés étant largement préférés. Les tableaux sont à réserver à la présentation de données structurées (résultats, etc.).
- Les appels de note de bas de page (petits chiffres en exposant, introduits par l'outil «  Source ») sont à placer entre la fin de phrase et le point final[comme ça].
- Les liens internes (vers d'autres articles de Wikipédia) sont à choisir avec parcimonie. Créez des liens vers des articles approfondissant le sujet. Les termes génériques sans rapport avec le sujet sont à éviter, ainsi que les répétitions de liens vers un même terme.
- Les liens externes sont à placer uniquement dans une section « Liens externes », à la fin de l'article. Ces liens sont à choisir avec parcimonie suivant les règles définies. Si un lien sert de source à l'article, son insertion dans le texte est à faire par les notes de bas de page.
- La présentation des références doit suivre les conventions bibliographiques. Il est recommandé d'utiliser les modèles {{Ouvrage}}, {{Chapitre}}, {{Article}}, {{Lien web}} et/ou {{Bibliographie}}. Le mode d'édition visuel peut mettre en forme automatiquement les références.
- Insérer une infobox (cadre d'informations à droite) n'est pas obligatoire pour parachever la mise en page.

Pour une aide détaillée, merci de consulter Aide:Wikification.
Si vous pensez que ces points ont été résolus, vous pouvez retirer ce bandeau et améliorer la mise en forme d'un autre article.
Mu'min est un terme islamique arabe, souvent référencé dans le Coran. Ce terme est souvent traduit par « croyant » mais certains y voient une autre signification.

## Étymologie
Le mot Mu'min a la racine AMN. Souvent la vocalisation est 'A Ma Na qui renvoie l'idée de confiance, de sécurité, de sûreté, de sauvegarde, d'adhésion de fidélité, de croyance, d'intégrité, de loyauté, d'être à l'abri, d'ajouter foi.
L'historienne Jacqueline Chabbi utilise la racine 'A Mi Na et non pas 'A Ma Na pour traduire le mot Mu'min. Selon elle, le terme renvoie plutôt à la notion de protection et d'alliance. Les Mu'minoun sont donc ceux qui s'allient à Dieu, dans un contexte où l'homme tribal a besoin de sécurité.

## Dans le Coran
Le mot Mu'min est cité plusieurs fois dans le Coran. Il s'oppose au terme kafir qui, lui, indique le rejet de la foi. Une sourate entière s'adresse à Al Mu'minoun, le pluriel de Mu'min, où il est décrit en début de sourate comment ce dernier doit se comporter.
L'expression « Aladhina Amanou » est aussi utilisée de nombreuses fois dans le Coran, dont la traduction classique est « ceux qui croient ».

## Traduction controversée
Dans la tradition classique, le mot Mu'min est souvent traduit par "croyant". Cette traduction renvoie au verbe croire lié à la racine 'A Ma Na, d'où l'actif "croyant". Néanmoins, certains savants rejettent cette traduction la considérant trop limitée ou incorrecte. 

### Selon Maurice Gloton
Dans sa traduction du Coran, Maurice Gloton traduit le terme Mu'min par "celui qui actualise le dépôt confié". Dans son livre La Foi ou le Dépôt confié et son actualisation, le Mu'min doit constamment actualiser le dépôt de la foi confié par Dieu.

### Selon Jacqueline Chabbi
Selon Jacqueline Chabbi, le mot Mu'min n'a rien avoir avec le mot "croyant". Son sens originel aurait changé dans un contexte politique où les populations extérieurs voulaient rejoindre l'Islam mais ne le pouvaient pas compte tenu de leur étrangeté. Le terme croyant renvoie donc ici à un principe d'adhésion à une idéologie.